# Chiusi
Chiusi è un comune italiano di 8 124 abitanti della provincia di Siena in Toscana.

## Geografia fisica
Chiusi è un comune che occupa il settore sud-orientale della provincia di Siena e della Toscana, al confine con l'Umbria (provincia di Perugia).
È situato a un'altitudine di 398 m s.l.m. nel mezzo della Valdichiana senese.
Confina a nord con Montepulciano, a nord-est con Castiglione del Lago (PG), a est con Città della Pieve (PG), a sud con Cetona, a sud-ovest con Sarteano e a ovest con Chianciano Terme.

### Territorio
- Classificazione sismica: zona 2 (sismicità medio-alta), Ordinanza PCM 3274 del 20/03/2003

### Clima
- Classificazione climatica: zona D, 2022 GR/G
- Diffusività atmosferica: alta, Ibimet CNR 2002

## Storia

### Storia antica
Le prime testimonianze archeologiche consistenti fanno risalire il primo insediamento nella zona all'Età del Ferro, con ricchi corredi funerari a partire dall'VIII secolo a.C.
La città etrusca di Clevsins, diventata poi la latina Clusium (Klysion, Κλύσιον in greco antico), aveva un'importanza fondamentale, poiché collocata sull'arteria che collegava Roma all'Etruria settentrionale, seguendo il Tevere e il suo principale affluente, il Clanis, essendo il fondovalle dell'omonima valle estremamente fertile.
Le prime testimonianze scritte di Chiusi risalgono all'Ellenismo, quando, in un documento di Polibio, compare il nome della città di Chiusi in relazione alle invasioni dei celti. Seguono poi i racconti su personaggi come Arunte e il celebre lucumone chiusino Porsenna.
Servio descrive Chiusi come una delle più antiche città etrusche, fondata da Cluso, figlio di Tirreno secondo alcune leggende, figlio di Telemaco, figlio di Ulisse secondo altre. Gli autori antichi la ricordano comunque come città antica e potente e ne lodano la fertilità del suolo. L'abitato etrusco si sviluppava sui tre colli sui quali sorse poi la città medievale e moderna. Tuttavia, è molto probabile che l'antico abitato della capitale chiusina si estendesse ben oltre l'attuale centro storico il quale, oggi, appare così limitato a seguito della successiva decadenza di epoca tardo medievale e rinascimentale. A ben vedere, Chiusi sorge su un colle da cui si domina la valle dell'antico fiume Clanis, nel punto d'incontro tra il Clanis e l'odierna val di Tresa, ovverosia nel punto in cui le acque provenienti dal Trasimeno incontravano il Clanis (antecedentemente alla costruzione dell'emissario di S. Savino di epoca romana), ed era un luogo strategico nel bacino del Clanis (oggi val di Chiana).

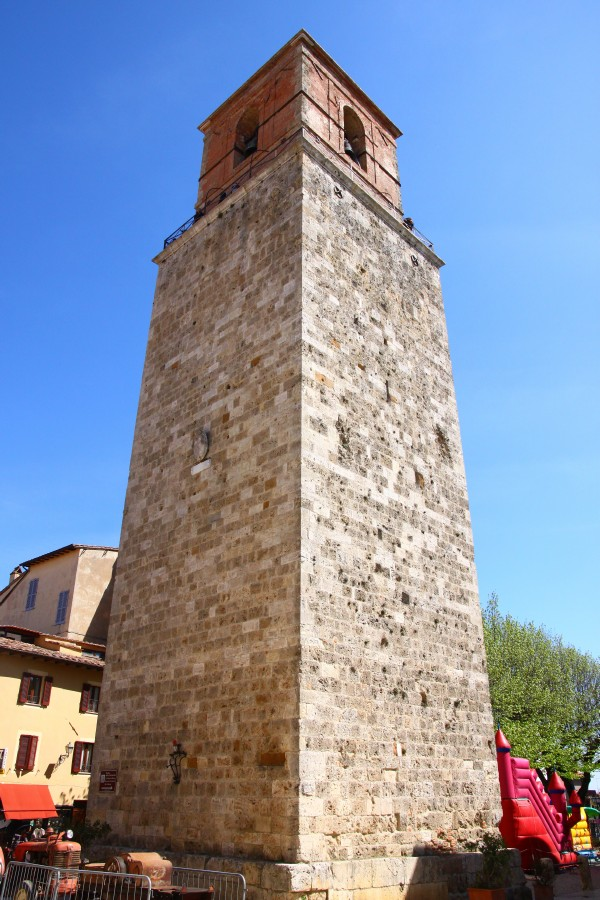
Campanile del Duomo

Il territorio della città-stato di Chiusi (ager Clusinus, in latino) era estremamente vasto, tanto da comprendere una parte del Trasimeno (che era il confine tra le città-stato di Chiusi, Cortona e Perugia), il monte Cetona, il monte Amiata, il monte Arale, la Val d'Orcia e, in definitiva, una parte delle odierne province di Grosseto, Perugia, Siena, Terni e in minor misura di Arezzo.
La centralità di Chiusi era altresì caratterizzata dal fatto di collocarsi su un percorso commerciale che dall'Etruria interna, attraverso il valico di Tolle, si immetteva in val d'Orcia e da lì si raggiungeva facilmente il mare attraverso le vie alzaie dell'Orcia e dell'Ombrone. Il valico di Tolle, a soli 10 km dal colle chiusino e in diretto contatto visivo con esso, era il luogo ideale per il controllo chiusino della val d'Orcia e della cosiddetta via marittima, e in particolare per lo sdoganamento delle merci dei viandanti, specie quelle provenienti dalla vicina Orvieto; in effetti, chi (venendo da sud) voleva recarsi a nord verso Roselle era costretto ad attraversare il territorio della città-stato di Chiusi e a lasciare una parte delle proprie merci a chi controllava la viabilità.
Nel VII secolo a.C. venne introdotto il rito dell'inumazione e si diffusero le tombe a camera con pilastro.
Nel VI secolo a.C. Chiusi divenne una delle più importanti città della dodecapoli etrusca, primeggiando tra i Populi etruschi, specie al tempo del lucumone Porsenna. A questo periodo risalgono i primi contatti certi con la neonata Roma, quando un'alleanza di Chiusi con Arezzo, Volterra, Vetulonia e Roselle (l'attuale Grosseto) venne in aiuto ai Latini per sconfiggere Tarquinio Prisco. Tra le tombe a camera del periodo spicca il tumulo di Poggio Gaiella, forse usato per il potente re lucumone Porsenna, che mise Roma sotto assedio nel 506 a.C. e che, probabilmente, dominò altre città etrusche come la vicina Orvieto, tanto da divenirne "re", come evidenzia Livio. Risale a questo periodo il massimo splendore della città, con la nascita di un ceto medio-alto, i cui membri venivano sepolti in tombe articolate, scavate nell'arenaria. Chiusi divenne inoltre un grande centro di importazione dall'Attica, che fungeva da luogo di smistamento per tutta l'Etruria interna. Accanto ai prodotti greci si sviluppò inoltre una consistente produzione locale, dove spicca quella del bucchero.
Il V secolo a.C. è testimoniato dalla produzione scultorea in pietra fetida, estratta in loco, mentre si dovette aspettare la fine del IV e l'inizio del III secolo a.C. per vedere la nascita della fabbricazione dei tipici sarcofagi e urne, soprattutto in alabastro e marmo alabastrino.
Nel II secolo si affiancò anche la produzione di urne cinerarie in terracotta.
Dopo la sconfitta della lega etrusca ad opera dei Romani (III a.C.) l'Etruria fu progressivamente romanizzata e la città etrusca di Chiusi continuò a reggersi con proprie leggi e ad essere amministrata da nobili famiglie etrusche, legate all'aristocrazia romana, che consentirono la costruzione d'infrastrutture romane quali la consolare Cassia (sec. II a.C.) e porti fluviali lungo il Clanis, per l'utilità dell'emergente potenza romana. Nell'anno 87 a.C. Clusium divenne un importante municipio romano, corrispondendo l'ager Clusinum alle dimensioni dell'estinta città-stato, e i suoi abitanti erano probabilmente e in buona misura stanziati, tra l'altro, nel fondovalle, lungo la consolare Cassia e il navigabile Clanis, paralleli e attigui.
Chiusi continuava inoltre ad essere un punto nodale lungo la cosiddetta via marittima, ed era altresì il punto di arrivo della consolare Amerina, che dalla Stazione di Baccano (a nord di Roma) giungeva a Clusium attraverso un percorso che si snodava per Amelia, Todi e Perugia.
Al tempo dell'imperatore Adriano fu realizzato un diverticolo della Cassia, all'altezza di Acquaviva, che collegò il municipio di Chiusi con la colonia senese (Sena Iulia).
Nel 107 fu completata la consolare cosiddetta Traiana Nova che collegò Bolsena (Volsinii Novi) con Chiusi, senza passare per Orvieto (abbandonata dopo la sconfitta etrusca) e le cui pietre miliari eccezionalmente non indicavano la distanza da Roma, ma dai confini di Chiusi (a fines Clusinorum), tanto era importante tale municipio e il suo ager. Con la realizzazione di tali arterie stradali la centralità di Chiusi nell'Etruria settentrionale fu notevolmente accentuata. A Chiusi era probabilmente stanziato il comando della Quarta Legio (quarta legione) e certamente si trovavano importanti infrastrutture portuali, lungo il fiume navigabile, dove i copiosi cereali della valle del Clanis erano stoccati, lavorati e quindi trasportati a Roma (che in età imperiale contava quasi un milione di abitanti) per mezzo d'imbarcazioni fluviali.

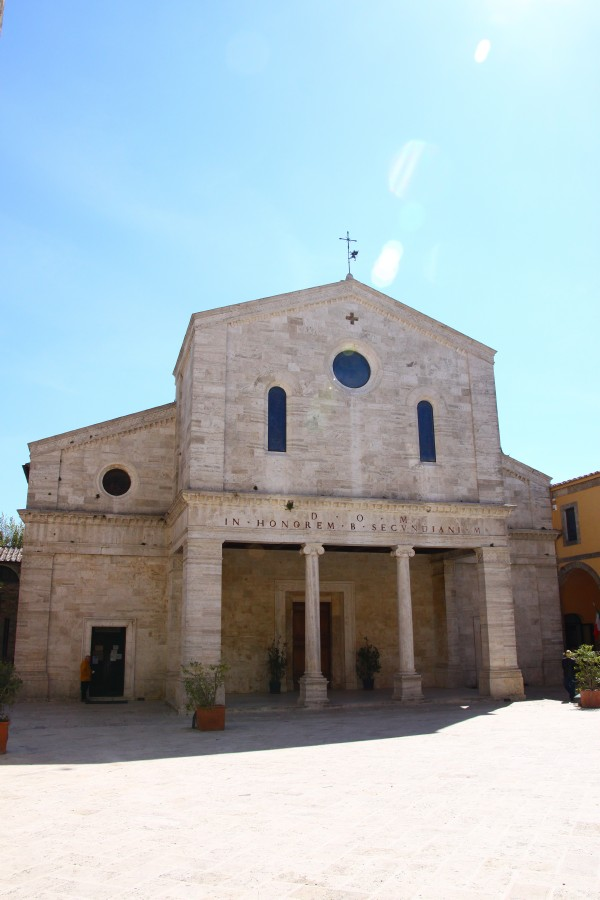
Duomo

È grazie alla centralità di Chiusi, posta lungo vie consolari (punto di arrivo dell'Amerina) e fluviali, e in particolare grazie alle sue origini etrusche (che rendevano i Chiusini aperti a nuove culture e religioni) che i cristiani, perseguitati a Roma, fuggivano da colà e si rifugiavano in grande numero nel municipio chiusino, tanto che a Chiusi sono tuttora presenti due catacombe paleocristiane, ambedue poste lungo le consolari, ovverosia S. Caterina lungo la via Cassia e Santa Mustiola (patrona della città) ubicata lungo la via Amerina, a poche centinaia di metri dal ponte romano sul Clanis, attualmente sepolto dai sedimenti.
In effetti vi sono tracce di vescovi, a Chiusi, quantomeno dal II secolo d.C.
Il corpo della martire Santa Mustiola (di nobile famiglia, che fuggendo da Roma giunse a Chiusi attraverso la consolare Amerina), già deposto nell'omonima catacomba, nel IV secolo d.C. fu traslato nella basilica a lei dedicata, posta sopra detta catacomba, e collocato in un sarcofago in pietra calcarea (oggi visibile nel duomo di Chiusi, all'inizio della navata sinistra, su cui è stata posta una lapide marmorea nel XVIII secolo). Sempre nel IV secolo d.C., per proteggere le catacombe dalle invasioni barbariche i loro ingressi furono interrati, tanto che le stesse sono state riscoperte solo in tempi recenti essendo oggi visitabili.
Durante le invasioni barbariche le consolari Aurelia e Flaminia divennero in buona parte impercorribili e furono abbattuti alcuni ponti strategici sul Tevere, come quello lungo la Flaminia (interrotta) che si trovava presso il municipio di Otricoli (Ocricolum). Pertanto, la via Cassia, lungo la quale si trovava il capoluogo chiusino, divenne un'arteria di accresciuta importanza.

### Storia medievale
Quando nel 476 Odoacre riconsegnò le insegne imperiali all'imperatore romano d'oriente, Chiusi continuò ad essere un capoluogo, probabilmente retto da dignitari Goti i quali, nella sede giudiziaria chiusina, applicarono la raccolta normativa denominata Lex Romana Wisigothorum che in loco ebbe un grande successo, tanto da essere utilizzata sino al XII secolo. Durante le due guerre gotiche (VI secolo), i Bizantini e i Goti lottarono per la conquista dell'ambita città, e grande doveva essere l'interesse per il suo controllo se Vitige vi lasciò una guarnigione di mille uomini. Durante il breve periodo bizantino fu operata la ricostruzione di ciò che era stato distrutto, e i Bizantini eressero stupende cattedrali in importanti capoluoghi italiani come Chiusi (dove si trovava un vescovo metropolita) e Roma, simili alla basilica di Sant'Apollinare in Classe a Ravenna. Nel principale colle di Chiusi, sul perimetro di una basilica paleocristiana, fu realizzata la basilica di San Secondiano, le cui bellissime colonne provenivano dal tempio di Venere sull'omonimo colle. L'ultimazione della basilica risalì probabilmente al 565, al tempo del vescovo Florentinus, come attestava un'iscrizione posta nel pulvino di una colonna all'interno di S. Secondiano.

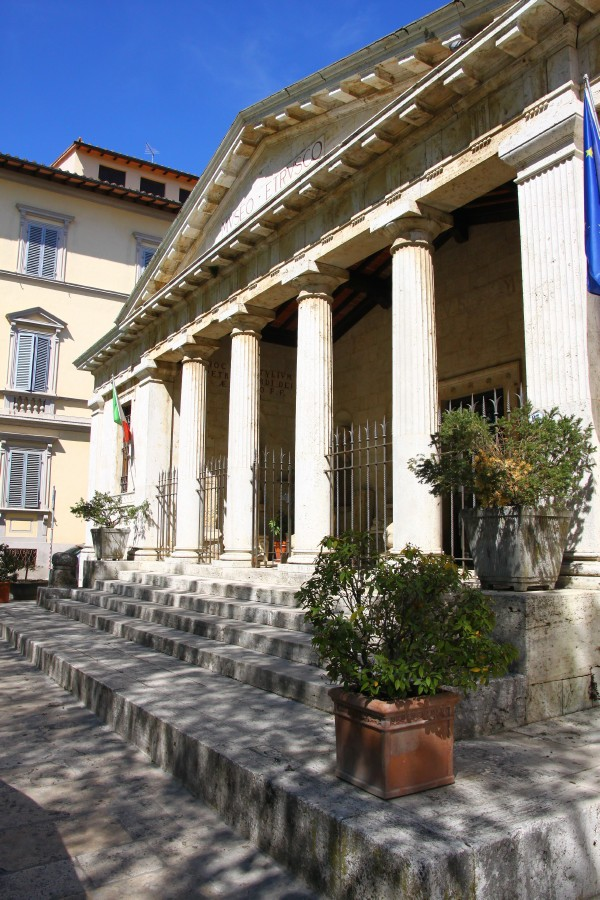
Museo Archeologico

Quando i Longobardi scesero in Italia nel 568, fecero di Chiusi un ducato, essendo uno dei primi duchi chiusini, probabilmente, il celebre "longobardo d'oro" (Faolfus), trovato nel XIX secolo nella zona dell'Arcisa, durante uno scavo, ai piedi dell'altare di una chiesa longobarda.
Il ducato longobardo di Chiusi controllava i confini occidentali del cosiddetto corridoio bizantino e la Tuscia meridionale, essendo molto più esteso dell'antico ager chiusino; esso infatti comprendeva anche Cortona, Arezzo, Chiusi della Verna (Clusi Novi), l'alto Lazio sino al torrente Mignone (tra cui Viterbo e Bolsena), l'intera attuale provincia di Grosseto e buona parte delle odierne province di Perugia, Terni (tra cui Orvieto) e Siena. La diocesi di Populonia, all'epoca in grande decadenza, costituiva il cuscinetto tra il ducato chiusino e quello lucchese.
Numerosi furono i tentativi dei duchi di Chiusi e di Spoleto di conquistare i vicini territori bizantini, tanto che nel 593 i Longobardi di Chiusi conquistarono un ulteriore lembo dell'odierna Umbria.
La basilica di Santa Mustiola, ristrutturata nell'VIII secolo dal duca chiusino Gregorio (nipote del re longobardo Liutprando che, per alcuni anni, resse contemporaneamente il ducato di Benevento nell'emergenza di sostituire un usurpatore), era probabilmente la chiesa madre (longobarda) di rito ariano, essendo la Cattedrale di San Secondiano la chiesa madre (cattolica) del ducato chiusino.
Sempre nell'VIII secolo i Franchi conquistarono l'Italia e tentarono inutilmente di domare lo strapotere dei duchi longobardi di Chiusi e di Spoleto al punto che Paolo Diacono, su impulso di Carlo Magno, (ri)scrisse la storia dei Longobardi dove, non a caso, non si fece menzione di Chiusi né di Spoleto.
Sul finire dell'VIII secolo il pontefice romano lamentò incursioni e saccheggi del Duca di Chiusi a danno di Roma e dell'ager romano.
Nell'814 l'imperatore Ludovico il Pio, nel tentativo di limitare lo strapotere delle famiglie longobarde di area chiusina, donò una parte del Trasimeno (già chiusino) al pontefice romano, rimanendo detta donazione, per alcuni secoli, "lettera morta". Da un documento di quel periodo si evinceva inoltre che Castiglione della Pescaia (GR) apparteneva, fino ad allora, al publicum di Chiusi.
Finita l'epoca dei duchi, durante la dominazione carolingia, per buona parte del IX secolo Chiusi fu un capoluogo (gastaldato) governato da un gastaldo direttamente dipendente dall'imperatore, essendo i confini del gastaldato più limitati rispetto a quelli del cessato Ducato, pur sempre ampi.
Dalla fine del IX secolo le due grandi potenze dell'Italia centrale furono il Ducato di Spoleto e il marchesato di Tuscia con sede a Lucca, la cui marca meridionale faceva capo a Chiusi.
Nel 932, a seguito di un'invasione saracena in seno alla quale fu saccheggiato il territorio di Roselle, gli Aldobrandeschi (forse di origine salica) si stabilirono a Sovana e cominciarono a dominare un ampio territorio che fino a quel momento faceva in buona parte capo a Chiusi.
Con la dinastia imperiale Ottoniana (seconda metà del X secolo) furono affrancate le città di Arezzo, Chiusi, Perugia, Siena e Orvieto che mirarono a staccarsi dal potente marchesato lucchese. Tuttavia, a differenza della storica capitale chiusina (sede di un'antica diocesi, ospitante una prestigiosa scuola di arti liberali) che possedeva un vasto territorio, le emergenti città-stato limitrofe ambirono a ingrandirsi impadronendosi di lembi sempre più grandi del contado di Chiusi, essendo le loro mire assecondate dalla politica imperiale.
Cominciarono quindi sanguinose e lunghe guerre tra le limitrofe città, in particolare tra Chiusi e Perugia (seconda metà del X secolo) per il controllo del Trasimeno e, in particolare, tra Chiusi e Orvieto, essendo Chiusi (che era costretta a guerre "di difesa") sostenuta da Arezzo e da Siena, che a loro volta miravano a impossessarsi dell'ager chiusino centro-settentrionale.
Dalla fine del X secolo, in epoca pre-comunale, il capoluogo della Contea chiusina fu occupato e dominato da famiglie, come i conti Bovacciani, sorretti dall'emergente città-stato di Orvieto, con alterne vicende.
Nel 1052-1055, dopo aver conquistato i crinali meridionali della Contea di Chiusi, gli Orvietani, sostenuti dalla politica imperiale germanica, ultimarono una mastodontica diga sul fiume Clanis (che aveva una scarsa pendenza) denominata Muro Grosso, allagando l'intero fondovalle chiusino per svariati chilometri e creando un gigantesco lago artificiale (cosiddette Chiane). Questo evento sommerse e interrò le strutture e i ponti fluviali sul Clanis, nonché la via Cassia e qualsiasi altra struttura e insediamento che si trovava nel fondovalle. Tale devastante e irreversibile evento isolò Chiusi, che per questo cominciò a perdere il controllo sul territorio situato dall'altra parte del mastodontico specchio d'acqua (Chiane), territorio che venne progressivamente dominato da enti ecclesiastici di area cortonese-aretina e da coloni perugini, mentre a sud si rafforzò la pressione orvietana e a nord-ovest quella senese.
Dalla fine dell'XI secolo e per quasi tutto il XII secolo, nonostante le difficoltà, si assistette a un rifiorire, anche architettonico, della città di Chiusi e in particolare del suo vescovado, che assestò duri colpi ad alcuni nobili del circondario legati alla città-stato di Orvieto e si riprese il controllo di enti ecclesiastici nel proprio contado, di cui in precedenza aveva perso il possesso, anche a est delle Chiane.
Nel 1111, a fronte di una donazione dell'imperatore Enrico V fatta a papa Pasquale II in cambio dell'incoronazione imperiale, la contea-diocesi di Chiusi venne spaccata in due dalla linea di confine del Patrimonio di San Pietro, avanzato a nord, costringendo il vescovo chiusino a una politica di continue mediazioni. In questo periodo si assistette a un grande splendore della scuola di arti liberali chiusina, che si trovava nel chiostro dell'episcopio, dove operarono teologi-giuristi di grande livello come il celebre Graziano, autore della versione originaria della Concordia discordantium canonum, più conosciuta come Decretum o Decretum Gratiani. Dalla fine degli anni venti del XII secolo, Graziano fu anche vescovo (o antivescovo) di Chiusi. Egli è definito "Gratianus clusinus episcopus" (vescovo nell'anno 1130) o semplicemente "Gratianus episcopus" in alcune fonti del XII secolo; in altre fonti del medesimo secolo è altresì definito "magister Gratianus" (in quanto fondatore della scientia nova [il diritto canonico] da lui stesso elaborata) e come "fons decretorum".
Alla fine del XII secolo, con la morte dell'imperatore Enrico VI e con la prima grande ondata di malaria (1191), Chiusi si indebolì al punto da essere per l'ennesima volta riconquistata dalla città-stato di Orvieto, mentre a est delle Chiane i coloni della città-stato di Perugia occuparono definitivamente l'area orientale della contea chiusina, il cosiddetto Chiugi perugino.Del decadimento di Chiusi e di altre città, Dante traccia una morale storica nel canto XVI del Paradiso.

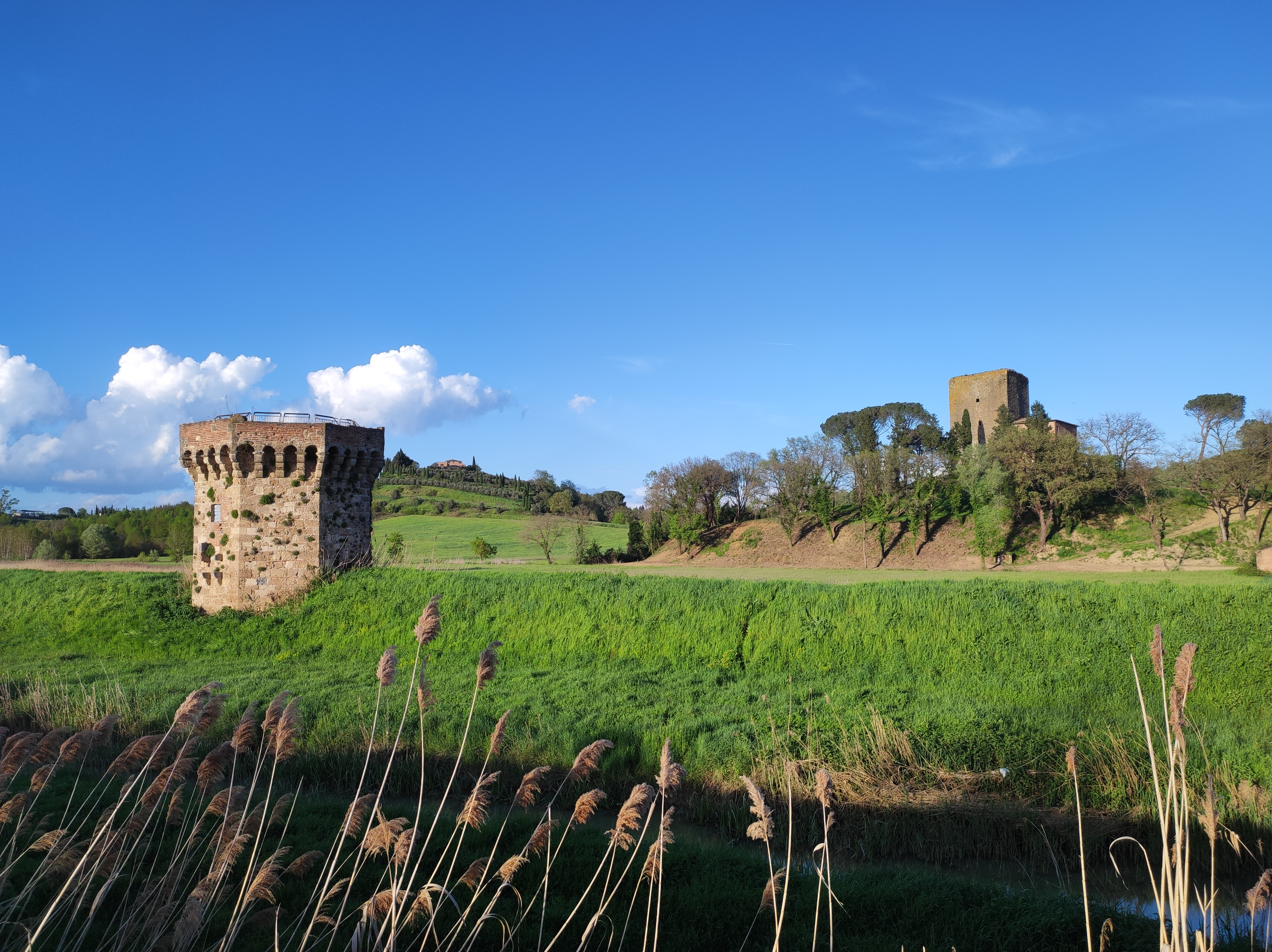
Torri medievali di Beccati Questo (chiusina) e di Beccati Quest'Altro (perugina) lungo il confine tosco-umbro.

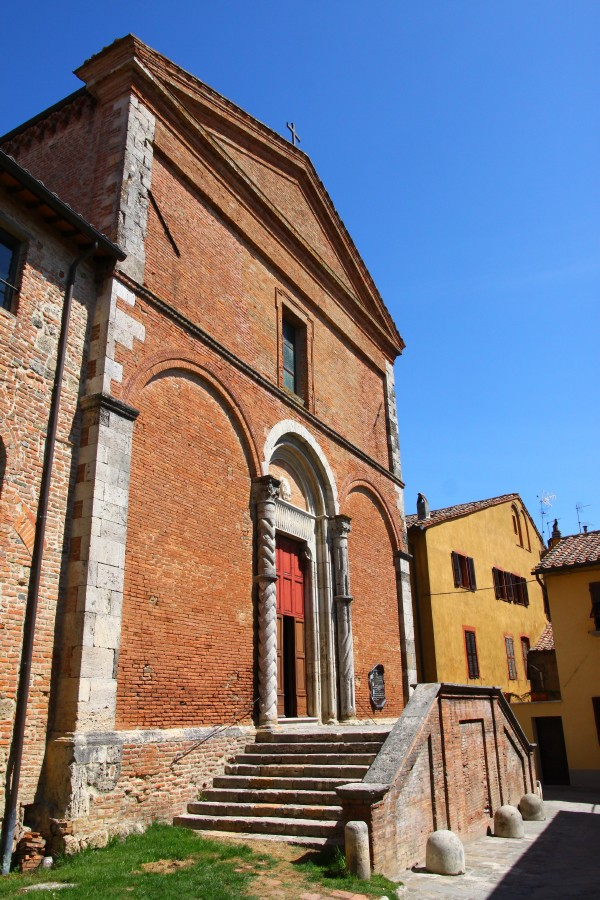
Chiesa di San Francesco

## Monumenti e luoghi d'interesse

### Architetture religiose
- Concattedrale di San Secondiano
- Chiesa di San Francesco
- Chiesa di Santa Maria Novella
- Chiesa di Sant'Apollinare
- Chiesa di Santo Stefano
- Chiesa di Santa Maria della Pace
- Catacomba di Santa Caterina d'Alessandria
- Catacomba di Santa Mustiola
- Chiesa di San Leopoldo (Dolciano)
- Chiesa di San Piero Apostolo (Macciano)
- Chiesa del Santissimo Nome di Maria (Querce al Pino)

### Siti archeologici
- Labirinto di Porsenna
- Tomba del Colle Casuccini o del Colle
- Tomba Galeotti
- Tomba del Granduca
- Tomba dell'Iscrizione
- Tomba del Leone
- Tomba della Pania
- Tomba della Pellegrina
- Tomba del Poggio al Moro
- Tumulo di Poggio Gaiella o Caiella
- Tomba della Scimmia
- Tomba di Stile Orientalizzante
- Tomba della Tassinara o Tassinaia
- Tomba di Vigna Grande

## Società

### Evoluzione demografica

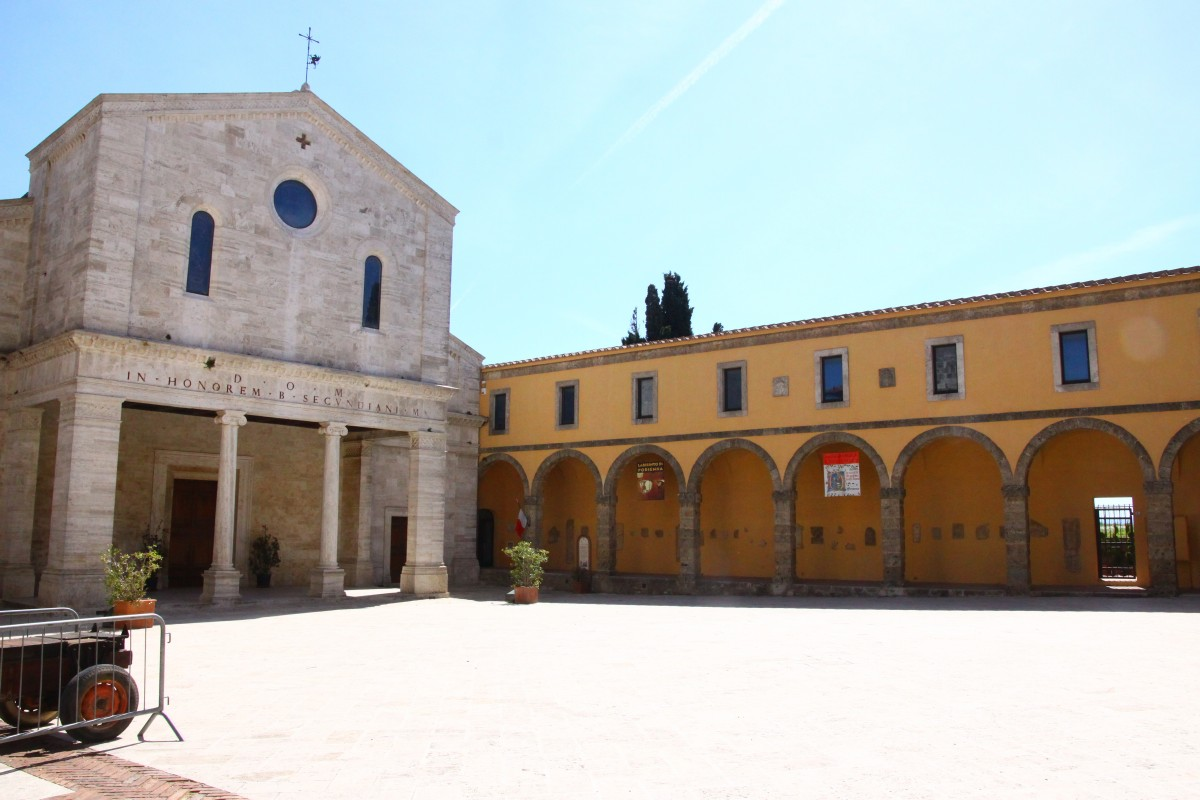
Piazza del Duomo

Abitanti censiti

### Etnie e minoranze straniere
Secondo i dati ISTAT al 31 dicembre 2010 la popolazione straniera residente era di 1 250 persone. Le nazionalità maggiormente rappresentate in base alla loro percentuale sul totale della popolazione residente erano:
- Romania 605 6,85%
- Albania 205 2,32%

## Cultura

### Istruzione

#### Biblioteche
- La Biblioteca comunale della Città di Chiusi è la biblioteca pubblica del Comune di Chiusi. Attualmente è ubicata nella casa della cultura, in via Vittorio Veneto, nel centro storico. Dal 19/7/2022 la biblioteca è intitolata allo scrittore Ottiero Ottieri.

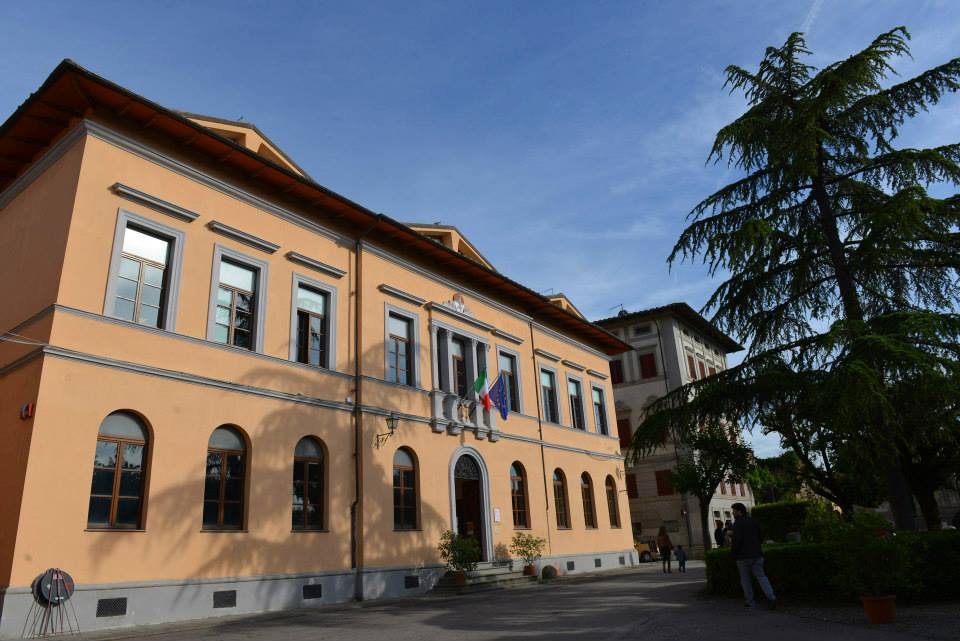
Casa della Cultura di Chiusi

#### Musei
- Museo archeologico nazionale di Chiusi
- Museo diocesano della cattedrale e cunicoli etruschi di Chiusi

### Teatro
- Teatro Mascagni

## Geografia antropica

### Frazioni
- Chiusi Scalo (252 m s.l.m., 4 061 abitanti)
- Macciano (335 m s.l.m., 13 abitanti)
- Montallese (266 m s.l.m., 529 abitanti)
- Querce al Pino (328 m s.l.m., 105 abitanti)

### Altre località del territorio
Altre località notevoli, sparse nel territorio comunale, sono quelle di Asso di Picche, Caselle, Dolciano, Fonteregina, Giovancorso, Montevenere, Pignattaia, Poggio Olivo, Quattro Poderi, San Gregorio, Toppo Basso.

## Economia
Per quanto riguarda l'artigianato, è ancora attiva e diffusa l'arte della ceramica del coccio, rinomata per i metodi di lavorazione tradizionali e per i prodotti tipici locali.
Il comune si fregia della Bandiera arancione, conferita dal Touring Club Italiano.

## Infrastrutture e trasporti
Chiusi è connesso alla rete autostradale italiana grazie a un proprio casello sull'autostrada A1 del Sole denominato Chiusi-Chianciano Terme, a circa 4 km dal capoluogo comunale.
È presente poi la stazione di Chiusi-Chianciano Terme sulla linea Firenze-Roma e capolinea della ferrovia Empoli-Chiusi.

## Amministrazione

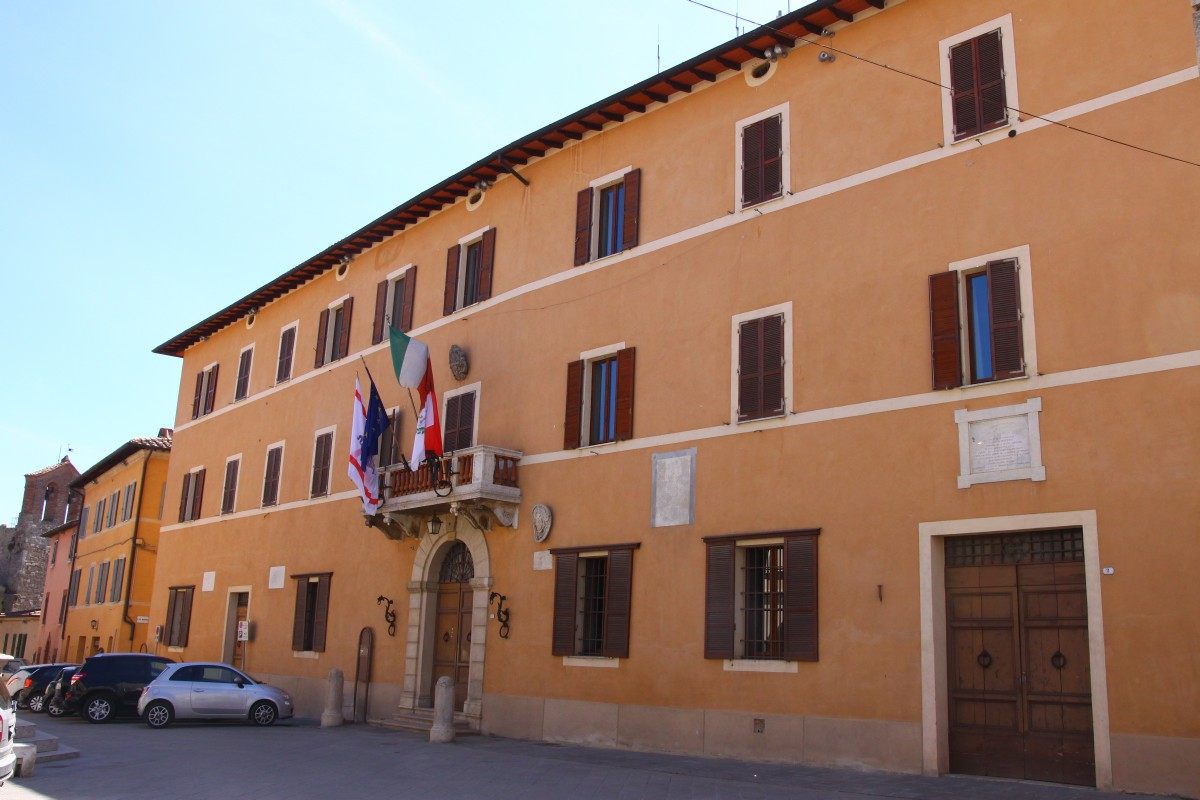
Municipio

Di seguito è presentata una tabella relativa alle amministrazioni che si sono succedute in questo comune.
| Periodo        | Periodo         | Primo cittadino    | Partito                                                        | Carica          | Note   |
| -------------- | --------------- | ------------------ | -------------------------------------------------------------- | --------------- | ------ |
| 15 luglio 1988 | 28 aprile 1989  | Enio Peppicelli    | Partito Comunista Italiano                                     | Sindaco         | [ 10 ] |
| 28 aprile 1989 | 7 giugno 1993   | Fabio Poggioni     | Partito Comunista Italiano, Partito Democratico della Sinistra | Sindaco         | [ 10 ] |
| 7 giugno 1993  | 4 febbraio 1994 | Fabio Poggioni     | Partito Democratico della Sinistra                             | Sindaco         | [ 10 ] |
| 27 giugno 1994 | 25 maggio 1998  | Marco Ciarini      | Partito Democratico della Sinistra                             | Sindaco         | [ 10 ] |
| 25 maggio 1998 | 28 maggio 2002  | Marco Ciarini      | centro-sinistra                                                | Sindaco         | [ 10 ] |
| 28 maggio 2002 | 29 maggio 2007  | Luca Ceccobao      | centro-sinistra                                                | Sindaco         | [ 10 ] |
| 29 maggio 2007 | 5 maggio 2010   | Luca Ceccobao      | lista civica                                                   | Sindaco         | [ 10 ] |
| 5 maggio 2010  | 16 maggio 2011  | Fausto Bardini     | lista civica                                                   | Vicesindaco f.f | [ 10 ] |
| 16 maggio 2011 | 30 giugno 2015  | Stefano Scaramelli | centro-sinistra Per Chiusi                                     | Sindaco         | [ 10 ] |
| 30 giugno 2015 | 5 giugno 2016   | Juri Bettollini    | centro-sinistra Per Chiusi                                     | Vicesindaco f.f | [ 10 ] |
| 5 giugno 2016  | 4 ottobre 2021  | Juri Bettollini    | Partito Democratico                                            | Sindaco         | [ 10 ] |
| 4 ottobre 2021 | in carica       | Gianluca Sonnini   | centro-sinistra                                                | Sindaco         | [ 10 ] |

Alla data di revisione del 20 settembre 2006, il CAP attuale ha sostituito i seguenti codici:
- 53043 Chiusi città (capoluogo)
- 53044 Chiusi stazione (Chiusi Scalo)
- 53040 Montallese

Chiusi fa parte del circuito Città dell'Olio.

### Gemellaggi
- Andrézieux-Bouthéon
- Neu-Isenburg

### Calcio
Il paese ha tre squadre: la Nuova Polisportiva militante per diciotto stagioni consecutive in Eccellenza, l'Asd Città di Chiusi, società costituita nel giugno 2013 partecipante alla 3ª Categoria, e la UISP Chiusi.
La Nuova Polisportiva Chiusi è retrocessa in Prima Categoria al termine della stagione 2021/2022.
L'Asd Città di Chiusi presenta una caratteristica unica a livello nazionale; è composta infatti da soli giocatori nati o residenti nel comune di Chiusi, in stile Athletic Bilbao. I colori sociali sono il biancorosso dell'effigie comunale bordato di blu. Lo stemma dell'associazione raffigura Santa Mustiola che attraversa le acque del Lago di Chiusi sopra al suo mantello, portando con sé l'anello nuziale di Maria (vedi Leggenda dell'Anello - Santa Mustiola).
Il 1 Luglio del 2022 viene rinnovato l'intero organigramma della Nuova Polisportiva Chiusi che si unisce formalmente all'Asd Città di Chiusi, allo scopo di salvaguardare ed ampliare lo storico Settore Giovanile del paese lacustre.

### Pallavolo
La pallavolo è una delle attività più importanti del panorama sportivo del paese che vede ben tre squadre militare in altrettanti campionati regionali e nazionali. La Emma Villas Vitt Chiusi maschile che milita nel campionato nazionale di serie A2 (ivi promossa al termine del campionato 2014/2015), la Immobiliare MB Vitt Chiusi femminile che milita nel campionato di serie B2 e la Vitt Chiusi maschile che milita nel campionato di serie C.